# Tom Ford (snookerspeler)
Tom Ford (Glen Parva, Leicestershire, 17 augustus 1983) is een Engelse snookerspeler.
Hij maakte vijf maximums tot nu toe, slechts 8 andere spelers maakten meer dan vier 147-ers. 
Zijn eerste en tot nu toe laatste rankingtitel behaalde Ford op de Snooker Shoot-Out van 2024. In de finale versloeg hij de schot Liam Graham. In 2018 bereikte hij de halvefinale van het UK Championship, waarin hij van Ronnie O'Sullivan verloor. Halvefinalist was hij ook op de English Open 2019.

## Belangrijkste resultaten

### Rankingtitels
| #  | Seizoen     | Toernooi          | Verliezend finalist | Verliezend finalist | Score |
| -- | ----------- | ----------------- | ------------------- | ------------------- | ----- |
| 1. | 2024 / 2025 | Snooker Shoot-Out | Liam Graham         | SCO                 | 31-28 |

### Minor-rankingtitels
| #  | Seizoen     | Toernooi                          | Verliezend finalist | Verliezend finalist | Score |
| -- | ----------- | --------------------------------- | ------------------- | ------------------- | ----- |
| 1. | 2010 / 2011 | Players Tour Championship - PTC3  | Jack Lisowski       | ENG                 | 4-0   |
| 2. | 2011 / 2012 | Players Tour Championship - PTC11 | Martin Gould        | ENG                 | 4-3   |

### Wereldkampioenschap
Hoofdtoernooi (laatste 32 of beter):
| #  | Seizoen     | Editie  | Prestatie  | Extra                              |
| -- | ----------- | ------- | ---------- | ---------------------------------- |
| 1. | 2009 / 2010 | WK 2010 | Laatste 32 | Verloor met 10-4 van Mark Allen    |
| 2. | 2013 / 2014 | WK 2014 | Laatste 32 | Verloor met 10-8 van Judd Trump    |
| 3. | 2016 / 2017 | WK 2017 | Laatste 32 | Verloor met 10-3 van Barry Hawkins |
| 4. | 2019 / 2020 | WK 2020 | Laatste 32 | Verloor met 10-8 van Judd Trump    |
| 5. | 2023 / 2024 | WK 2024 | Laatste 16 | Verloor met 13-7 van Judd Trump    |